# Wine in the City
Wine in the City est un restaurant une étoile  Michelin situé à Jette, en Belgique. Le chef cuisinier est Eddy Münster et le chef sommelier, Panagiotis Kokalas, est titré à trois reprises, Meilleur Sommelier de Bruxelles.

## Étoiles Michelin
- depuis 2017

## Gault et Millau
- 15/20